# Brasão de armas da Guiana Francesa

Brasão de armas

O Brasão de armas da Guiana Francesa, uma dependência de França localizada na América do Sul, apresenta um campo a ouro, um barco a remos transportando um punhado de ouro situado num rio azul com três nenúfares de prata.
O chefe mostra uma tira azul com três lírios de ouro, cercado pelo número 1643, feito também a ouro.
O número 1643 remete para o ano em que a Guiana Francesa foi incorporada na França. O barco carregado de ouro simboliza a riqueza que existe no território.
As palavras "Trabalho Cria Riqueza" (em latim: 'Fert Aurum Industria') aparecem na parte superior do escudo sobre uma fita.

## Logotipo
O logotipo da Guiana Francesa mostra uma estrela amarela de cinco pontas num céu azul, sobre uma figura a laranja num barco amarelo sobre um campo a verde, ao longo de duas linhas onduladas a laranja. Acima do logotipo está inscrita a frase GUYANE, e LA RÉGION na parte inferior. É o dispositivo central da Bandeira da Guiana Francesa.